# Ileodictyon cibarium
Ileodictyon cibarium är en svampart som beskrevs av Tul. 1844. Ileodictyon cibarium ingår i släktet Ileodictyon och familjen stinksvampar.   Inga underarter finns listade i Catalogue of Life.

## Källor

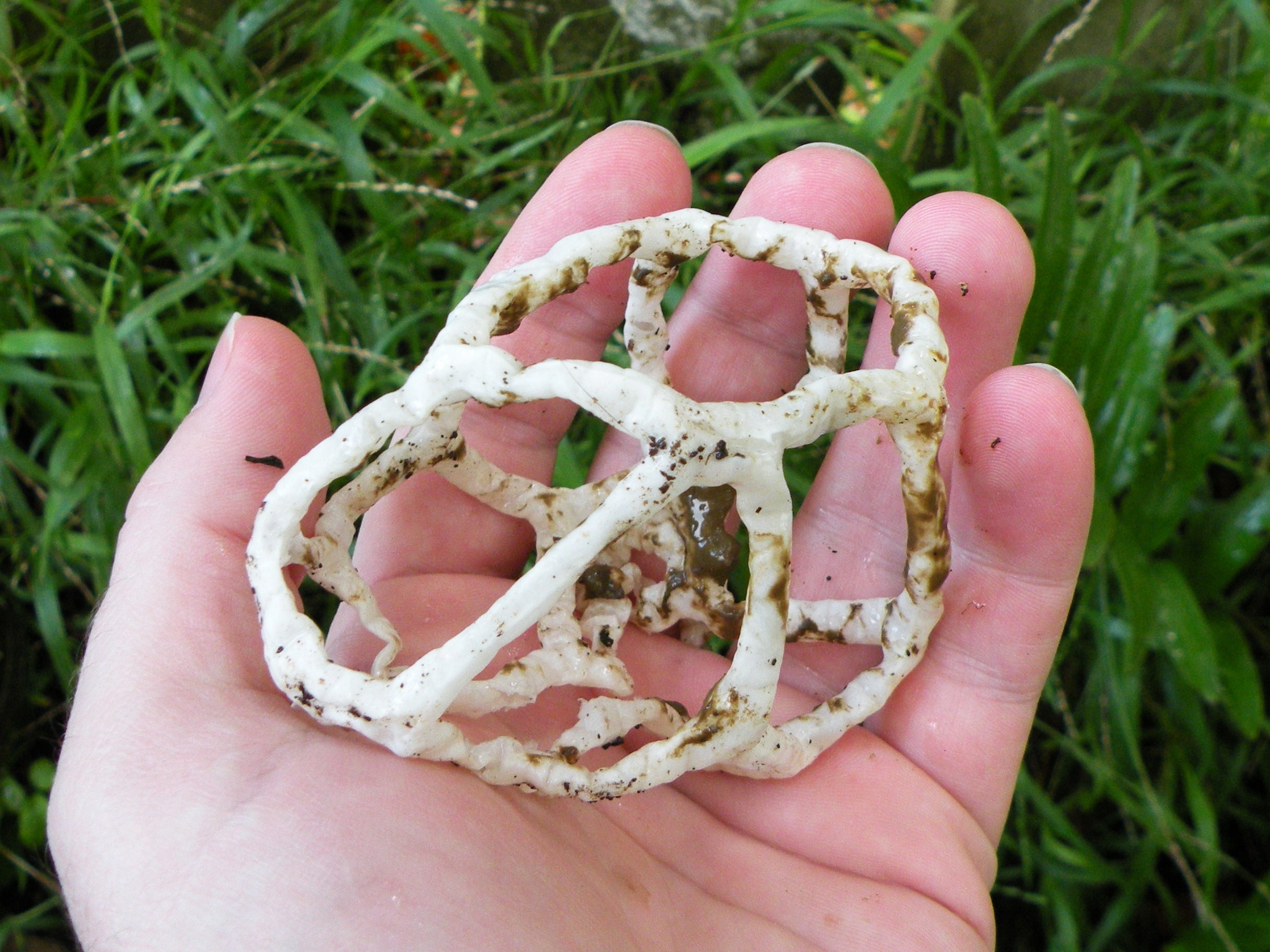
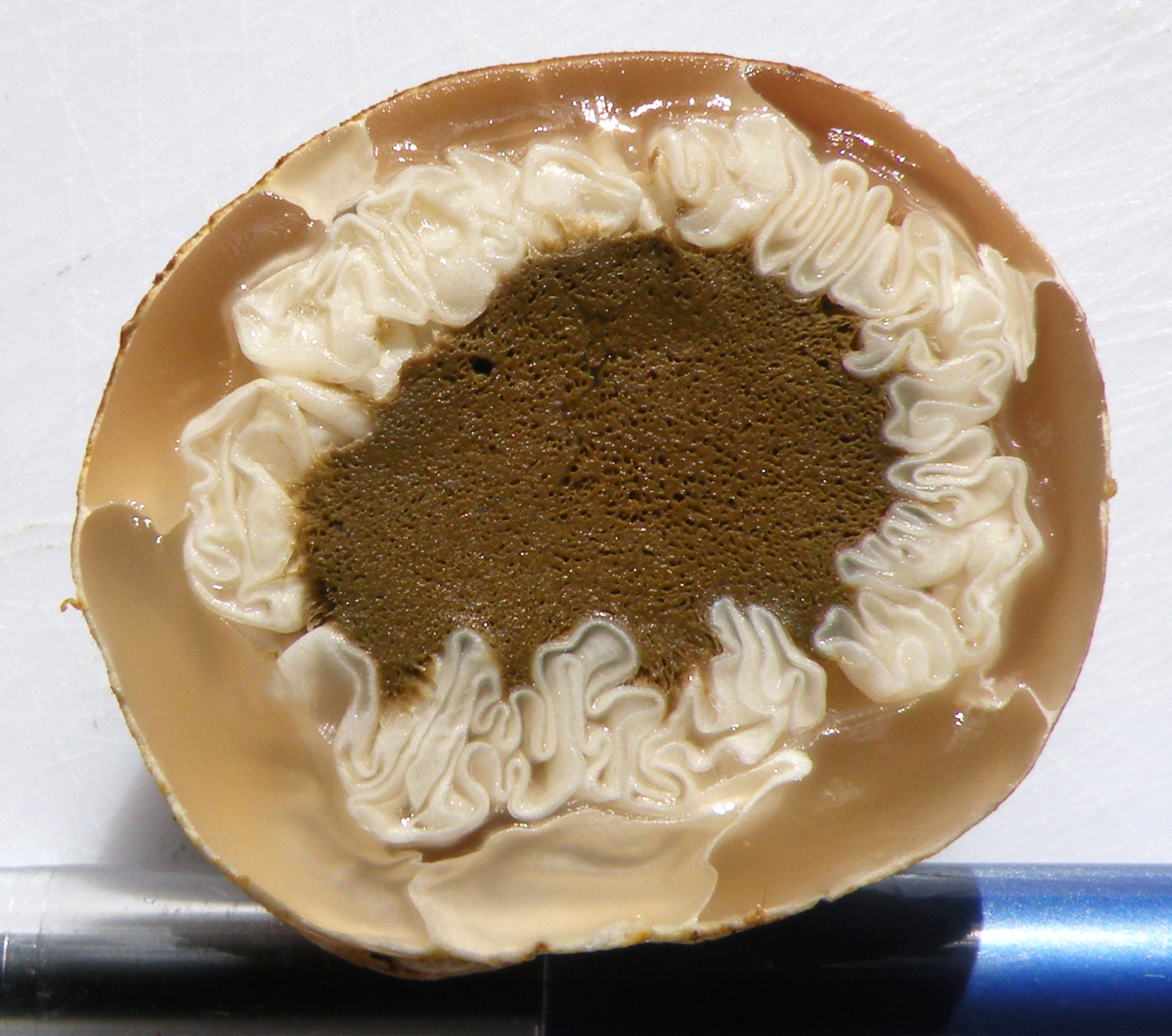